# Dictyna guerrerensis
Dictyna guerrerensis är en spindelart som beskrevs av Willis J. Gertsch och Davis 1937. Dictyna guerrerensis ingår i släktet Dictyna och familjen kardarspindlar. Inga underarter finns listade i Catalogue of Life.